# Stanley Kubrick: A Life in Pictures
Stanley Kubrick: A Life in Pictures är en dokumentärfilm från 2001 om den kända filmregissören Stanley Kubricks liv och filmkarriär, gjord av hans långvariga filmassistent Jan Harlan.
Filmen innehåller intervjuer med många av Kubricks medarbetare, skådespelare, samt influerade regissörer.

## Medverkande (urval)
| - Ken Adam - Brian Aldiss - Woody Allen - Steven Berkoff - Milena Canonero - Wendy Carlos - Arthur C. Clarke - Alex Cox - Tom Cruise | - Keir Dullea - Shelley Duvall - Michael Herr - Nicole Kidman - György Ligeti - Paul Mazursky - Malcolm McDowell - Matthew Modine - Jack Nicholson | - Alan Parker - Sydney Pollack - Martin Scorsese - Steven Spielberg - Peter Ustinov - Marie Windsor - Todd Field - Jan Harlan - Leon Vitali |